# كنيسة (عكار)
كنيسة  هي قرية لبنانية من قرى قضاء عكار في محافظة عكار. تقع في منطقة تجمع للقرى يسمى وادي خالد.